# Sharpes winterkoning
De Sharpes winterkoning (Cinnycerthia olivascens) is een zangvogel uit de familie Troglodytidae (winterkoningen).

## Verspreiding en leefgebied
Deze soort telt 2 ondersoorten:
- C. o. bogotensis: het noordelijke deel van Centraal-Colombia.
- C. o. olivascens: van westelijk Colombia tot noordelijk Peru.